# しもうま和美
しもうま 和美 （しもうま かずみ、1977年10月29日 - ）は、日本の元女子プロレスラー。東京都世田谷出身。身長156cm、体重64kg、血液型O型。
アイスリボンに所属していた。元インターナショナル・リボンタッグ王座選手権者。

## 所属
- アイスリボン（2007年 - 2010年）

## 経歴・戦歴
2007年
- 11月23日 東京・市ヶ谷アイスボックスにおいて、対安藤あいか戦でデビュー。

2008年
- 結婚

2010年
- 2月20日 アイスリボン大阪ミナミ ムーブ・オン アリーナ大会にて高橋奈苗をパートナーに迎え、インターナショナル・リボンタッグ王座に挑戦し勝利。初タイトルを獲得。
- 7月19日 アイスリボン板橋グリーンホール大会にて高橋菜苗のもつトライアングルリボン王座に挑戦（もう一人は真琴）。真琴を変形4の字ジャックナイフで破り、王座獲得。
- 8月7日 アイスリボン板橋グリーンホール大会終了後、同年12月26日後楽園ホール大会をもって引退することを発表。
- 11月27日 アイスリボンラゾーナ川崎プラザソル大会「川崎リボン～惜しまれんのか!?このやろう!!～」をプロデュース。10月9日のアイスリボン札幌イベントにて、ダンス大会の副賞としてプロデュース権を獲得したもの。
- 同日、メインのトライアングルリボン選手権で高橋奈苗（挑戦者）、さくらえみ（TRC推薦者）と対戦。女の執念でダブルフォール勝ちし王座防衛。
- 同日、急遽ボーナストラックとして24の瞳選手権に挑戦。りほ、みなみ飛香、都宮ちい、星ハム子、花月（仙女）、牧場みのり、志田光、藤本つかさ、真琴に引き分け、松永智充、高橋奈苗に敗れたが、さくらえみからベルトが贈呈された。
- 12月25日の引退前最後の道場マッチで宮城もちのデビュー戦の相手を務める。新人のデビュー戦の相手はこれが最後となった。
- 12月26日 引退試合としてパッション・レッドで6人タッグ。帯広さやかに見たこともない丸め込みで敗れ引退。

2011年
- 3月5日 アイスリボン道場大会にて、翌日の「おたがいさまフェスタ2011」告知のため引退後初となる公の場。

2014年
- パッション・レッド興行のオープニングに登場。

## 人物
- レスラーになるきっかけは、2007年、現在の夫に連れられ市ヶ谷で試合を見た事から。
- リングネームは勤務先である福祉施設の名前から取ったもの。
- 普段は三軒茶屋の福祉施設で働いている為、試合や練習は土日祝日に限定されてしまう。その為、活動期間をあえて3年に限定していた事を、引退発表時に明かしている。
- その一方、アイスリボンでは2008年以降、その福祉施設で年1回大会を開催しており、彼女はその大会のプロデューサーを務める。
- また、団体のハロウィンパーティーなどのイベントでは、幹事を務める。明るく豪快なキャラで、団体のムードメーカー的存在の一人。
- 2010年に入り、水波綾（センダイガールズ）の持つJWP認定ジュニア王座&POP王座への挑戦を表明。アイスリボンのバレンタイン企画では、チョコレートを水波に渡し、挑戦をアピールしている。このアピールが実り同年4月17日板橋大会で同王座に挑戦しているが、敗れている。
- ビール好きであることから引退式にてアイスリボン選手会から業務用ビールサーバーをプレゼントされた。

## 得意技
ハーフスラムバスター
相手を抱え上げ叩きつける。
裏ハーフスラムバスター
相手を背中に抱え叩きつける。
女の執念
走ってきた相手を背中で固め押さえ込む。

## タイトル歴
- 第9代インターナショナルリボンタッグ王座（パートナーは高橋奈苗）
- 第4代トライアングルリボン王座

## 入場テーマ曲
- オリジナル曲